# Ceuta
Pour les articles homonymes, voir Ceuta (homonymie).
Ceuta (prononcé en espagnol [ˈθeuta], du latin Septem Fratres ; Abyla dans l'Antiquité ou Sebta ⵙⴱⵜⴰ en berbère et سبتة en arabe) est une ville autonome espagnole située sur la côte nord de l'Afrique, frontalière avec le Maroc.
L'exclave espagnole est, comme Melilla, située sur le continent africain, en face de la péninsule Ibérique, à environ quinze kilomètres des côtes de la province espagnole de Cadix. Ces deux exclaves sont les seuls passages terrestres, avec le rocher de Vélez de la Gomera, qui relient l'Union européenne à l'Afrique. Ceuta est sous souveraineté espagnole (Plazas de soberanía) mais revendiquée par le Maroc depuis 1956.

## Géographie

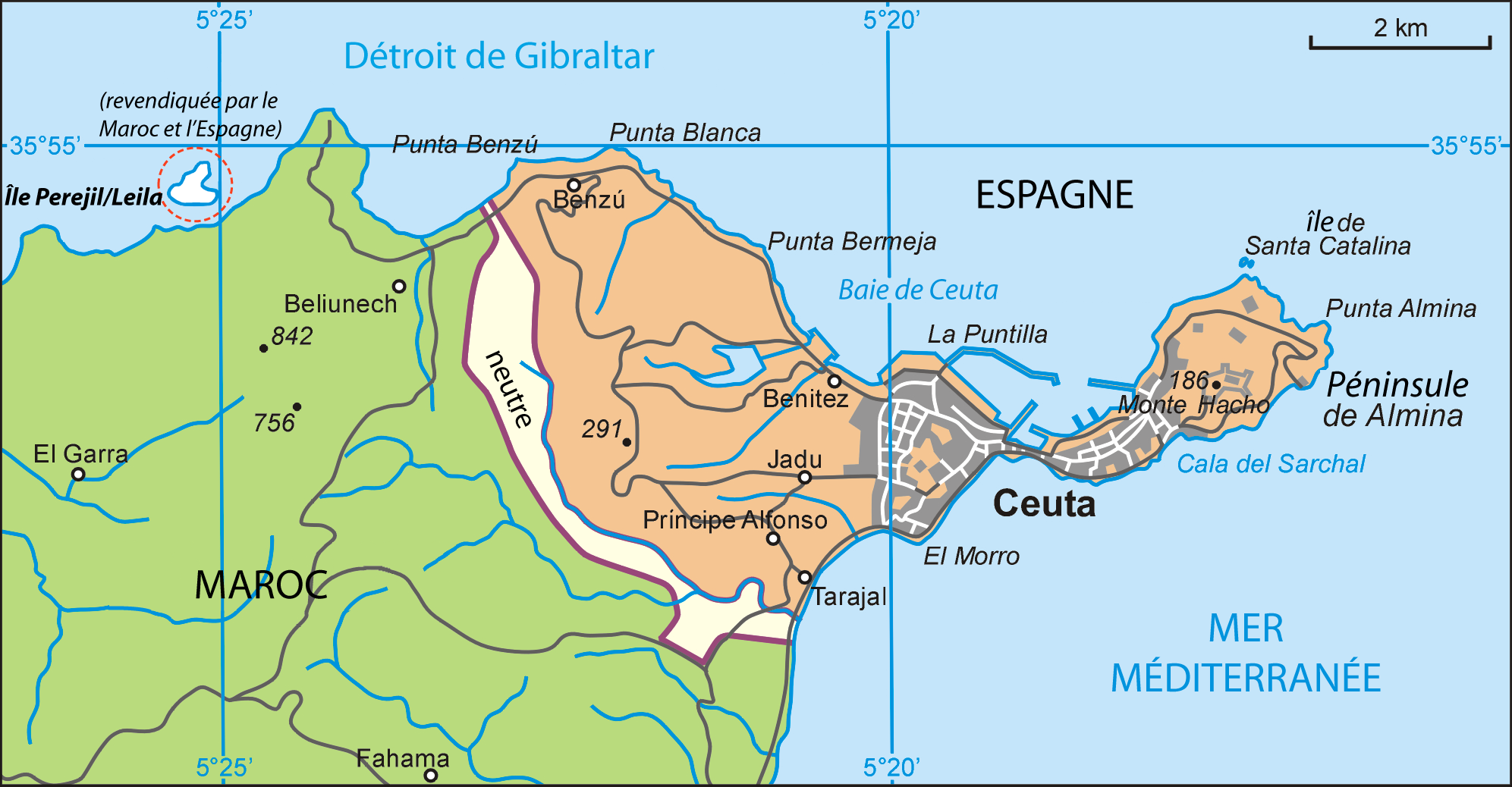
Carte de Ceuta.

Ceuta, d'une superficie de 18,5 km2, est constituée en grande partie par le territoire continental, terminé par la péninsule d'Almina, dominé par Monte Hacho, et au bout de laquelle se trouve la Punta Almina. Le port de Ceuta comme la totalité de la côte nord  s'ouvrent sur le détroit de Gibraltar, pendant que la côte méridionale de la péninsule d'Almina borde la mer d'Alboran. La forme incurvée de la péninsule a permis, grâce à d’importants travaux d’aménagement — longues digues, terre-pleins gagnés sur la mer, quais… — la création d’un appareil portuaire de qualité.
Ceuta est située à l'entrée est du passage stratégique que constitue le détroit de Gibraltar, à environ 18 km du territoire britannique. En raison de sa proximité avec les côtes espagnoles, il est possible d'apercevoir les maisons de Ceuta depuis Algésiras.
Côté terre, la frontière entre l'enclave et le Maroc est matérialisée par un dispositif frontalier renforcé (mur, capteurs de mouvement, caméras, route de patrouille…). Au total, un millier d'hommes, pour les deux tiers issus de la Guardia Civil espagnole, y sont présents en permanence.

### Climat
| Mois                                  | jan.     | fév.      | mars      | avril     | mai       | juin      | jui.      | août      | sep.      | oct.      | nov.      | déc.      | année     |
| ------------------------------------- | -------- | --------- | --------- | --------- | --------- | --------- | --------- | --------- | --------- | --------- | --------- | --------- | --------- |
| Température minimale moyenne (°C)     | 11       | 11,4      | 12,2      | 13,6      | 15,7      | 18,8      | 20,9      | 21,5      | 19,8      | 17,5      | 14        | 12,1      | 15,7      |
| Température moyenne (°C)              | 13,4     | 13,7      | 14,6      | 16,4      | 18,8      | 22,3      | 24,9      | 25        | 22,8      | 20,2      | 16,4      | 14,3      | 18,6      |
| Température maximale moyenne (°C)     | 15,8     | 15,9      | 17,4      | 19,1      | 21,9      | 25,7      | 28,9      | 28,5      | 25,8      | 22,8      | 18,8      | 16,4      | 21,4      |
| Record de froid (°C) date du record   | 1,3 2005 | 4,4 2012  | 7 2021    | 9 2013    | 10,4 2004 | 7,2 2010  | 16,3 2003 | 18 2006   | 15,3 2008 | 9,9 2018  | 7,3 2008  | 5,5 2008  | 1,3 2005  |
| Record de chaleur (°C) date du record | 23 2021  | 25,2 2011 | 27,9 2015 | 28,1 2014 | 33,7 2012 | 35,3 2011 | 40,2 2009 | 38,8 2021 | 34,8 2009 | 33,1 2014 | 26,9 2006 | 25,5 2010 | 40,2 2009 |
| Précipitations (mm)                   | 122      | 145       | 90        | 57        | 21        | 3         | 1         | 3         | 37        | 82        | 127       | 161       | 849       |
| Nombre de jours avec précipitations   | 8        | 9         | 6         | 6         | 4         | 1         | 0         | 0         | 2         | 7         | 7         | 10        | 60        |
| Humidité relative (%)                 | 72       | 75        | 68        | 71        | 66        | 67        | 61        | 70        | 72        | 75        | 73        | 73        | 70,25     |

| Diagramme climatique                                  |             |            |            |            |           |           |           |            |            |           |             |
| J                                                     | F           | M          | A          | M          | J         | J         | A         | S          | O          | N         | D           |
| 15,811122                                             | 15,911,4145 | 17,412,290 | 19,113,657 | 21,915,721 | 25,718,83 | 28,920,91 | 28,521,53 | 25,819,837 | 22,817,582 | 18,814127 | 16,412,1161 |
| Moyennes : • Temp. maxi et mini °C • Précipitation mm |             |            |            |            |           |           |           |            |            |           |             |

## Histoire

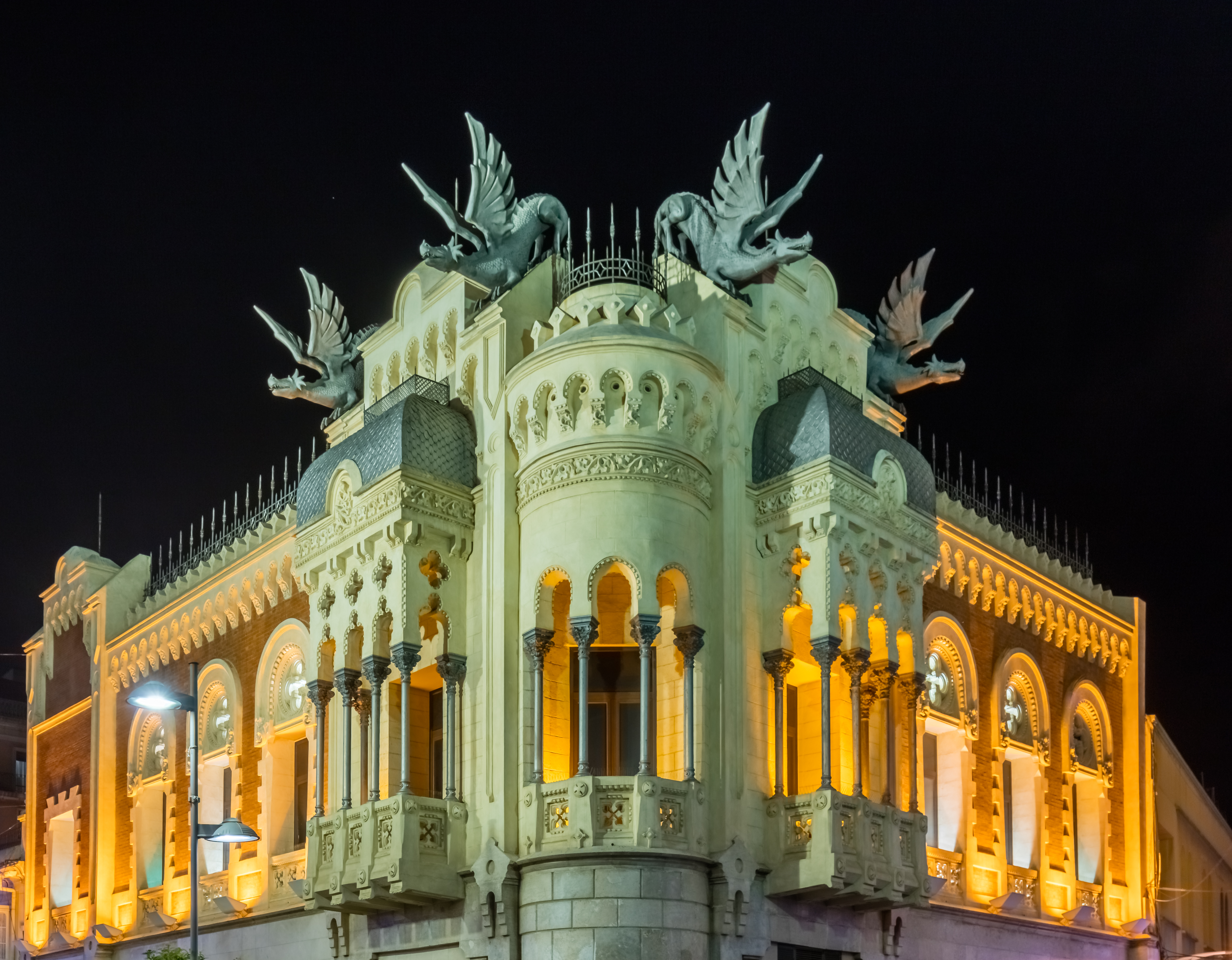
Maison de Dragons.

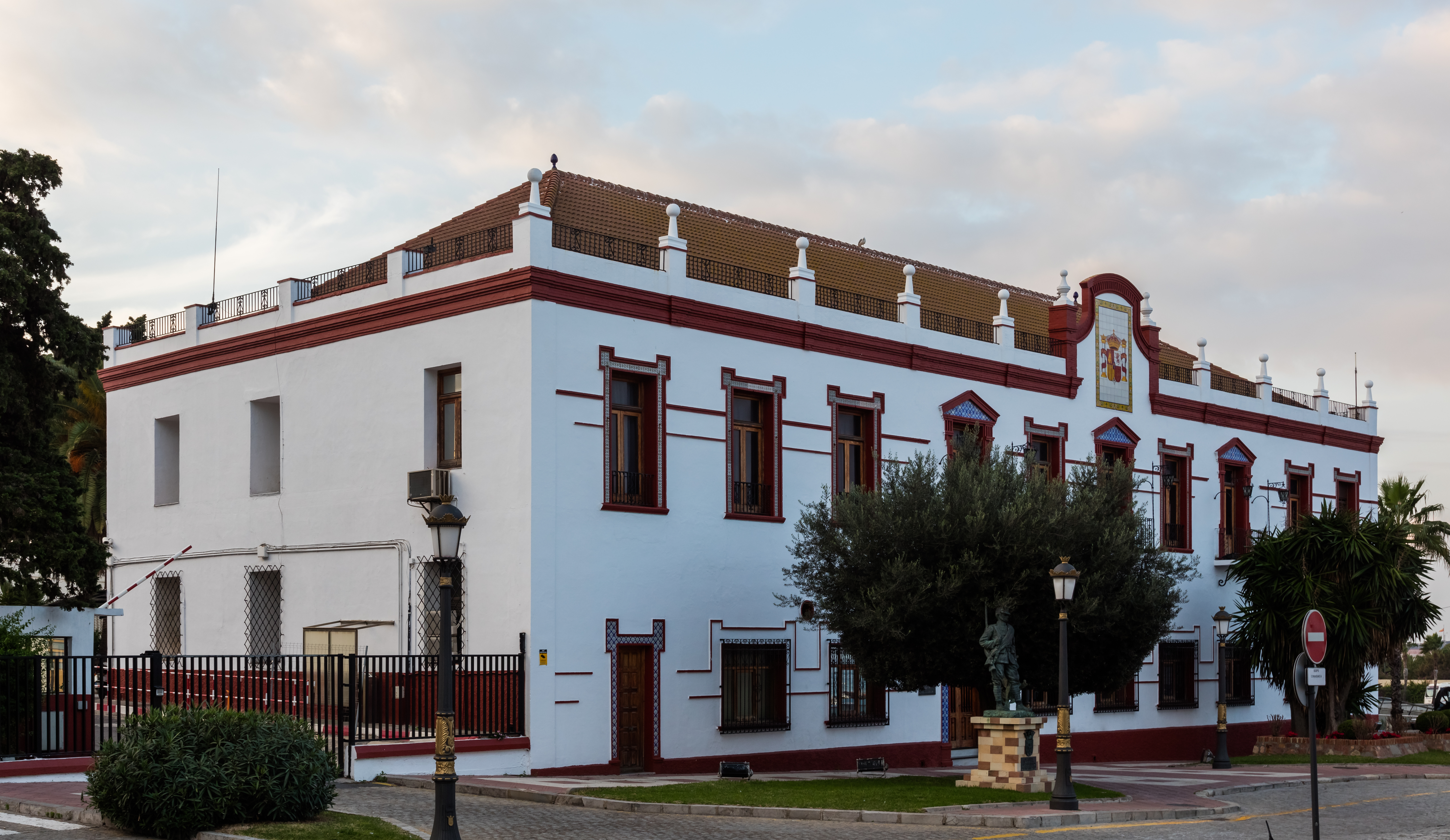
Commandement général.

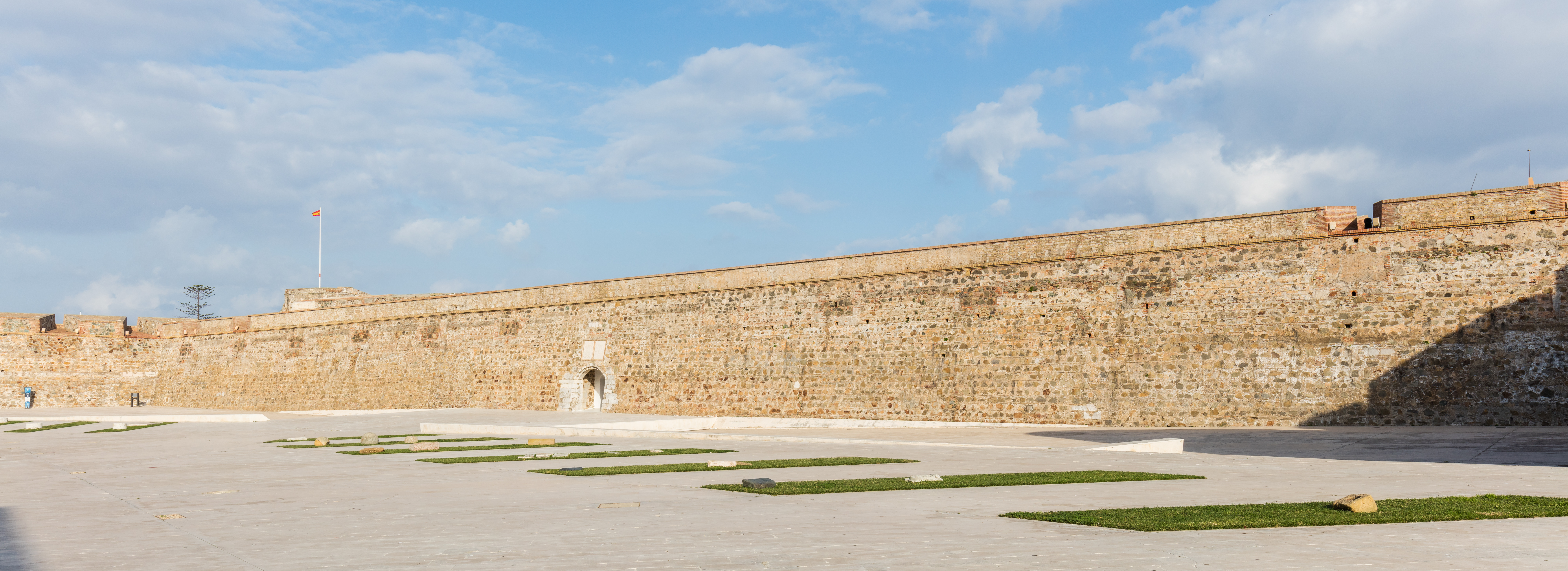
Murs Royaux.

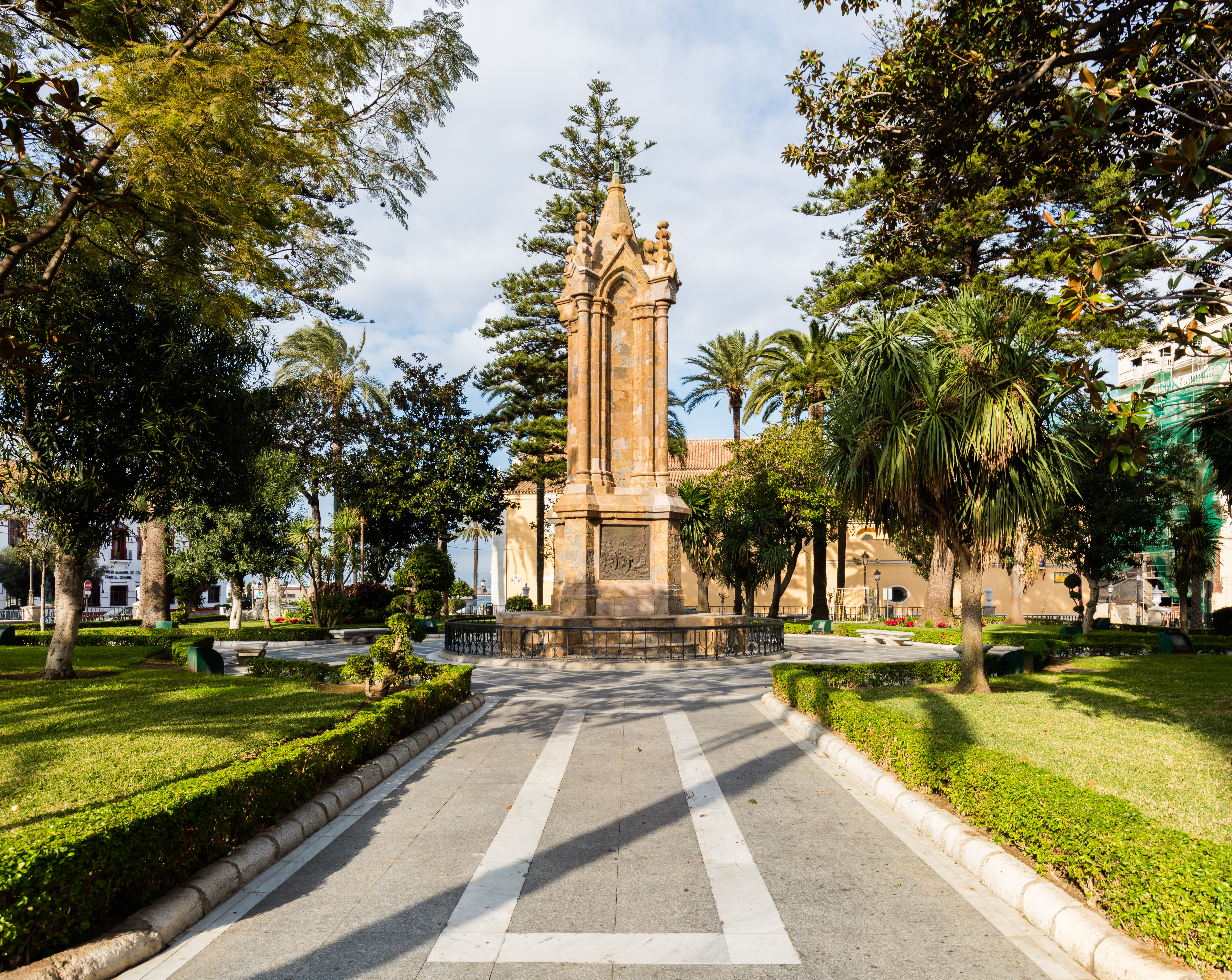
Place de l'Afrique.

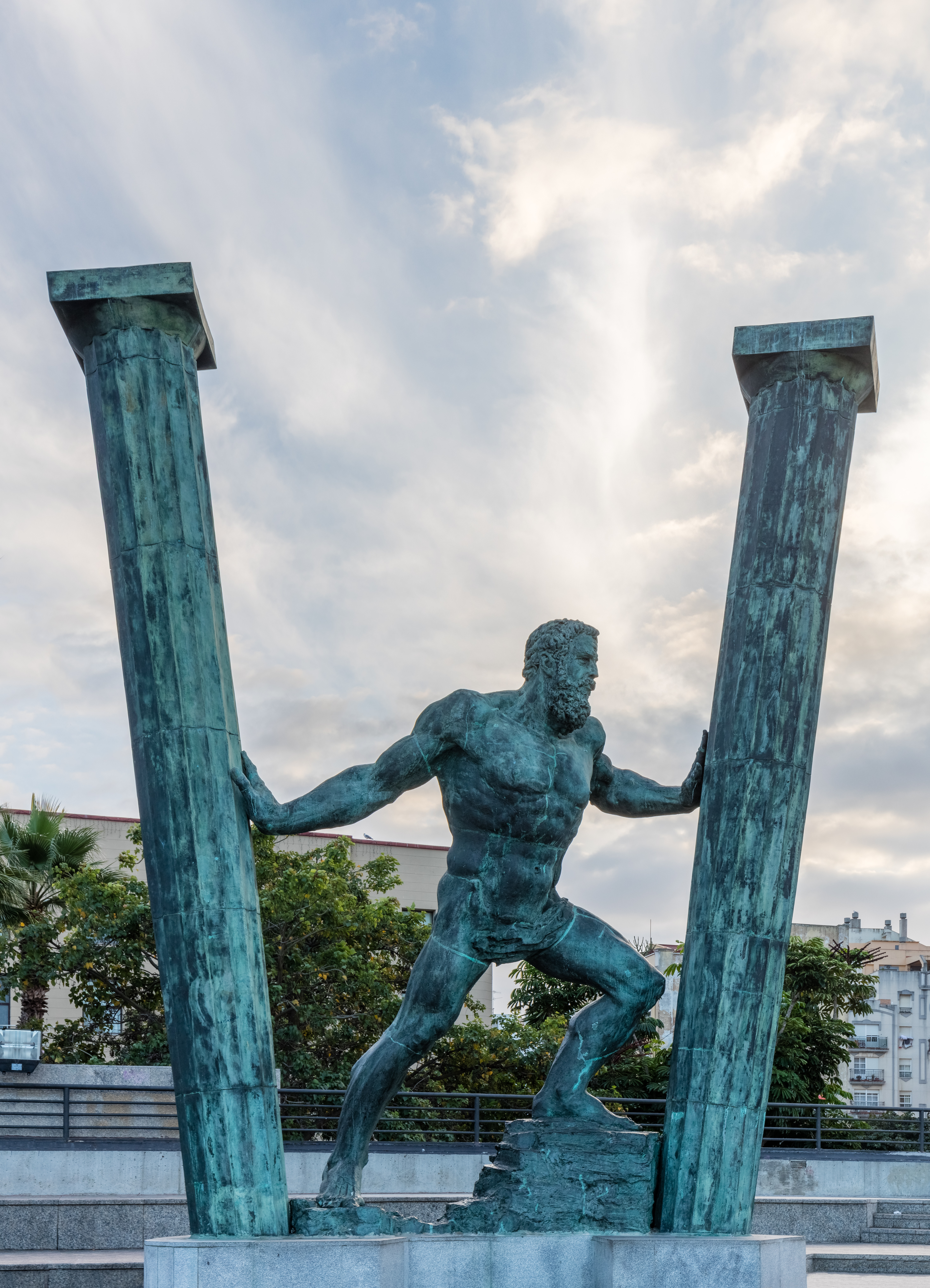
Les deux colonnes d'Héraclès.

Fondée par les Phéniciens, au VIIe siècle av. J.-C., la ville est riche d'une histoire culturelle féconde et originale du fait de sa position stratégique et différente à son tour de la culture environnante de l'Afrique du Nord, amazigh, maure puis arabe. Conquise par les Grecs phocéens et nommée « Hepta Adelphoi », elle devient carthaginoise à partir de 319[réf. nécessaire]. Après la victoire de Rome sur Carthage, les Numides occupent la ville jusqu'au règne de l'empereur Caligula, qui l'intègre à l'Empire dans l'année 40.
La Septa romaine, chrétienne et latine, dure jusqu'à la conquête musulmane, en 709, avec des parenthèses de domination vandale et byzantine. Elle appartient à la Maurétanie tingitane et en devient un centre commercial de premier ordre, profitant de sa situation de carrefour méditerranéen.
Les alternances dans la domination sur la ville se reflètent dans la culture prédominante à chaque époque. Sept siècles de domination musulmane effacent presque entièrement les vestiges romains et chrétiens de la ville.

### Période préromaine
- VIIe siècle av. J.-C. : la ville est sous contrôle phénicien puis phocéen, et désignée sous le nom d’Hepta Adelphoi.
- 319 av. J.-C. : la ville est conquise par Carthage.
- 201 av. J.-C. : Carthage perd la guerre contre Rome et la ville passe sous contrôle du royaume berbère des Numides.
- 47 av. J.-C. : Ceuta passe sous contrôle du royaume berbère de la Maurétanie.

### Domination romaine et post-romaine (40-709)
- 40 : la ville est prise par les Romains sous le règne de l'empereur Caligula et est intégrée à la province romaine de la Maurétanie tingitane.
- 296 : la Maurétanie tingitane est incorporée au diocèse d'Hispania.
- 429 : les Vandales franchissent le détroit de Gibraltar entre Tanger et Ceuta, et se dirigent vers l'est en direction de Carthage.
- 534 : Ceuta, ainsi que le reste de l'ancienne province de Maurétanie Tingitane, est prise par le général byzantin Bélisaire qui agit sous les ordres de l'empereur Justinien. Les provinces de Bétique et Maurétanie tingitane sont unies par les Byzantins pour former l'exarchat de Carthage.
- 624 : Ceuta passe aux mains du royaume wisigoth ibérique.

### Domination musulmane (709-1415)
- 709 : Ceuta est livrée aux Omeyyades par le comte Julien[7], le gouverneur local de la ville et vassal des Wisigoths de la péninsule Ibérique. Il semblerait qu'il ait trahi Roderic à la mort de Wittiza en 711, au profit du prince d'Agila, en favorisant le passage des troupes musulmanes.
- 740 : soulèvement berbère dans l'actuel nord du Maroc contre le pouvoir arabe ; les Omeyyades sont massacrés.
- 789 : la ville est prise par la dynastie des Idrissides (fondateurs de l’État marocain).
- 931 : la ville, ainsi qu'une partie du nord du Maroc, est prise par le califat de Cordoue sous Abd al-Rahman III. À l'instar du reste du califat de Cordoue, Ceuta entre dans une période de déclin.
- 1061 : Suqut al-Bargawati, wali de Tanger et Ceuta, se proclame indépendant.
- 1084 : la dynastie des Almoravides s'établit comme le nouveau pouvoir dans la région. Youssef ben Tachfine, premier souverain almoravide et sultan de Marrakech, prend la ville de Ceuta, puis après plusieurs années entreprend la conquête de tous les taïfas d'al-Andalus, repoussant les royaumes chrétiens vers le nord de la péninsule Ibérique.
- 1147 : Ceuta est prise par le sultan almohade du Maroc qui conquiert tout le Maghreb et la moitié sud de la Péninsule ibérique.
- 1212 : défaite de l'empire des Almohades à la bataille de Las Navas de Tolosa : les Almohades cèdent leurs territoires ibériques aux Andalous, reconstitution des taïfas. Ceuta reste sous domination du sultan de Marrakech.
- 1232 : prise éphémère de la ville par la taïfa de Murcie.
- 1233 : ville indépendante.
- 1236 : la ville est prise par la dynastie des Mérinides, nouvelle dynastie zeneta-musulmane ayant Fès comme capitale.
- 1242 : la ville passe sous le contrôle éphémère de la dynastie des Hafsides de Tunis[réf. nécessaire].
- 1249 : la famille locale azafide expulse les Hafsides, prend le pouvoir à Ceuta et fait allégeance au sultan de Fès.
- 1291 : signature du traité de Monteagudo entre les royaumes de Castille et d'Aragon. Les deux royaumes se partagent les zones d'influence sur la Méditerranée : dans le traité Ceuta reviendrait à la Castille.
- 1305 : la ville est prise par le royaume nasride de Grenade.
- 1309 : la ville est reprise par le sultan de Fès avec l'aide du royaume d'Aragon : les Azafides sont de nouveau nommés walis de Ceuta par le sultan marocain.
- 1340 : le sultan marocain Abou el-Hassan ben Othman débarque à Ceuta après la défaite de ses troupes à la bataille du Salado qui signe la fin des interventions marocaines dans la Péninsule ibérique.
- 1384 : le royaume nasride de Grenade prend Ceuta.
- 1387 : Ceuta est reprise par les Mérinides de Fez.

### Domination portugaise et espagnole

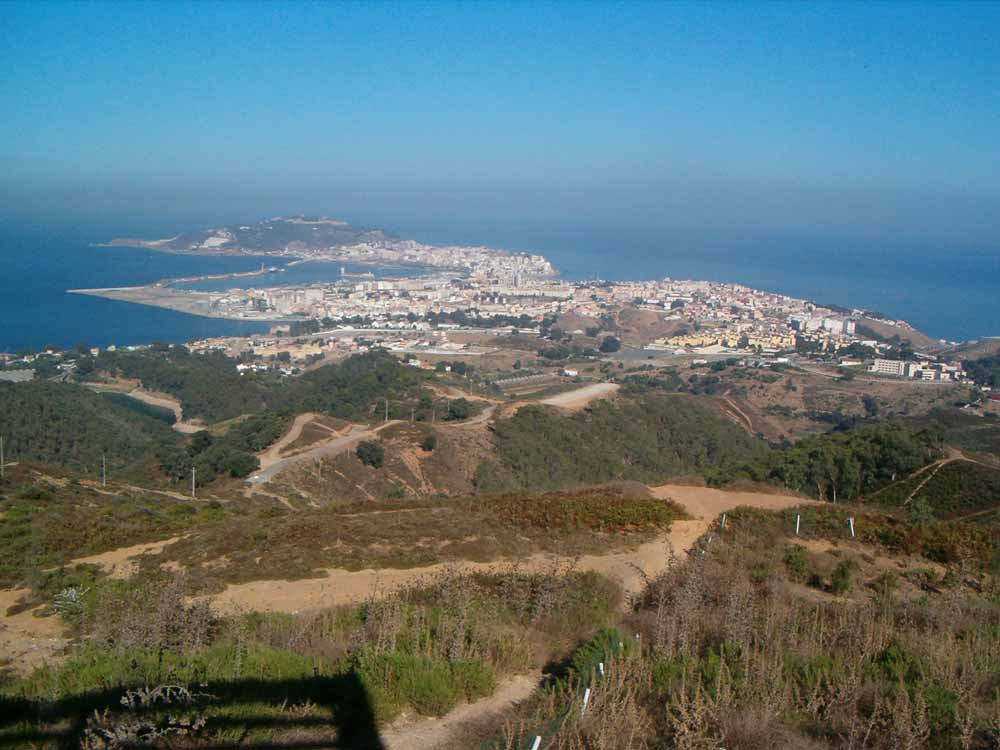
Ceuta, vue depuis le belvédère d'Isabelle II, près de la frontière marocaine.

- 1415 : le Portugal prend Ceuta à la dynastie mérinide et entame ainsi une vaste campagne d'expéditions coloniales en Afrique : Bataille de Ceuta (1415) [8].
- 1437 : échec d'une expédition portugaise menée par Henri le Navigateur contre Tanger. Une partie du corps expéditionnaire est fait prisonnier et l'infant Ferdinand est gardé en otage. Un traité est signé par lequel les Portugais obtiennent de pouvoir partir à condition de rendre Ceuta et de laisser l'infant en otage, pour garantir l'exécution de ce pacte ; mais l'infant meurt en captivité et le pacte n'est pas respecté.
- 1469 : naissance de l'Espagne moderne à partir de l'union dynastique des Couronnes de Castille et d'Aragon.
- 1479 : le Portugal et la Castille signent le traité d’Alcáçovas par lequel les deux royaumes se partagent les zones d'influence sur le Maroc, alors sous domination wattasside ; la Castille y reconnaît Ceuta comme possession portugaise et confirme n'avoir aucun droit historique sur la ville.
- 1494 : traité de Tordesillas entre le Portugal et l'Espagne ; cette dernière reconnaît de nouveau Ceuta comme possession portugaise.
- 1509 : l'Espagne et le Portugal signent la capitulation de Cintra dans laquelle l'Espagne reconnaît n'avoir aucun droit sur les colonies portugaises dans la côte marocaine allant de Ceuta à Boujdour.
- 1578 : mort du roi portugais Sébastien Ier, en 1578 à la bataille des Trois Rois, sans héritier.
- 1580 : l'Espagne remporte la bataille d'Alcántara. Philippe II d'Espagne est proclamé roi de Portugal (Philippe Ier), les possessions et colonies portugaises sont incorporées au royaume d'Espagne.
- 1640 : le Portugal recouvre son indépendance mais Ceuta, peuplée par une majorité d'origine espagnole, reste sous la souveraineté espagnole.
- 1668 : le traité de Lisbonne entre le Portugal et l'Espagne garantit la séparation entre les deux pays, mais au prix de la reconnaissance officielle de l'appartenance de Ceuta à l'Espagne.
- 1694-1724 : le sultan Ismaïl ben Chérif, de la dynastie alaouite, prend plusieurs villes portugaises et espagnoles sur la côte atlantique de l'actuel Maroc, puis mène un long siège devant Ceuta qui se solde par un échec dû au ravitaillement de la ville par voie de mer depuis la péninsule Ibérique.
- 1702 : la ville est attaquée par l'Angleterre ; Ceuta résiste mais Gibraltar est conquise en 1704. L'Espagne reconnaît la souveraineté britannique sur ce dernier territoire par le second traité d'Utrecht (1713) avec le Royaume-Uni.
- 1791 : l'Espagne cède Oran et Mers el-Kébir à la régence d'Alger.
- 1808 : les Anglais évacuent l'îlot Persil en 1813 à la demande du roi d'Espagne Ferdinand VII.
- 1811 : les Cortes de Cadix déclarent que les « presidios menores » ne font pas partie du territoire espagnol et un vote favorable à leur cession obtient la majorité des voix.
- 1859-1860 : profitant d'un incident aux frontières de la ville et de sa supériorité militaire vis-à-vis de son voisin, l'Espagne déclare la guerre au Maroc (guerre hispano-marocaine), la remporte et élargit les frontières de Ceuta et de Melilla.
- 1902 : négociations entamées entre le Foreign-Office et le Makhzen pour la cession de l'îlot Persil.
- 1925 : la ville devient indépendante de la province de Cadix.
- 1936-1939 : guerre d'Espagne dont le soulèvement militaire commence dans le protectorat du Maroc.
- 1995 : promulgation du statut d'autonomie de la ville, suivant l'aménagement du reste des territoires d'Espagne.
- 2007 : à la suite de l'annonce officielle de la visite du roi Juan Carlos Ier et de la reine Sophie à Ceuta et Melilla, le roi Mohammed VI du Maroc rappelle son ambassadeur en Espagne pour consultations (jusqu'au 8 janvier 2008). Des manifestations de protestation ont lieu au Maroc pendant la visite[9].

## Statut et administration
La Constitution de 1978 autorise Ceuta à se constituer en une communauté autonome. Entre 1979 et 1991, Ceuta n'a pas eu recours à cette disposition et a constitué une commune de la province de Cadix. En 1995, les Cortes Generales adoptent la loi organique accordant à Ceuta le statut de ville autonome (en espagnol : ciudad autónoma).
La gouvernance décentralisée de la ville repose sur deux organes :
- l'Assemblée, constituée de vingt-cinq membres élus pour quatre ans et qui exerce le « pouvoir normatif » ;
- le président, qui préside le conseil de gouvernement, l'Assemblée et exerce le rôle de maire.

Ceuta ne constitue donc pas une communauté autonome, à l'image de l'Andalousie, mais bénéficie d'institutions spécifiques, hybrides entre celles d'une ville et celles d'une autonomie.
Avant l'entrée de l'Espagne dans ce qui était alors la Communauté européenne, en 1986, la ville avait eu le statut de port franc. L'enclave est incluse dans l'Union européenne.

## Population et société

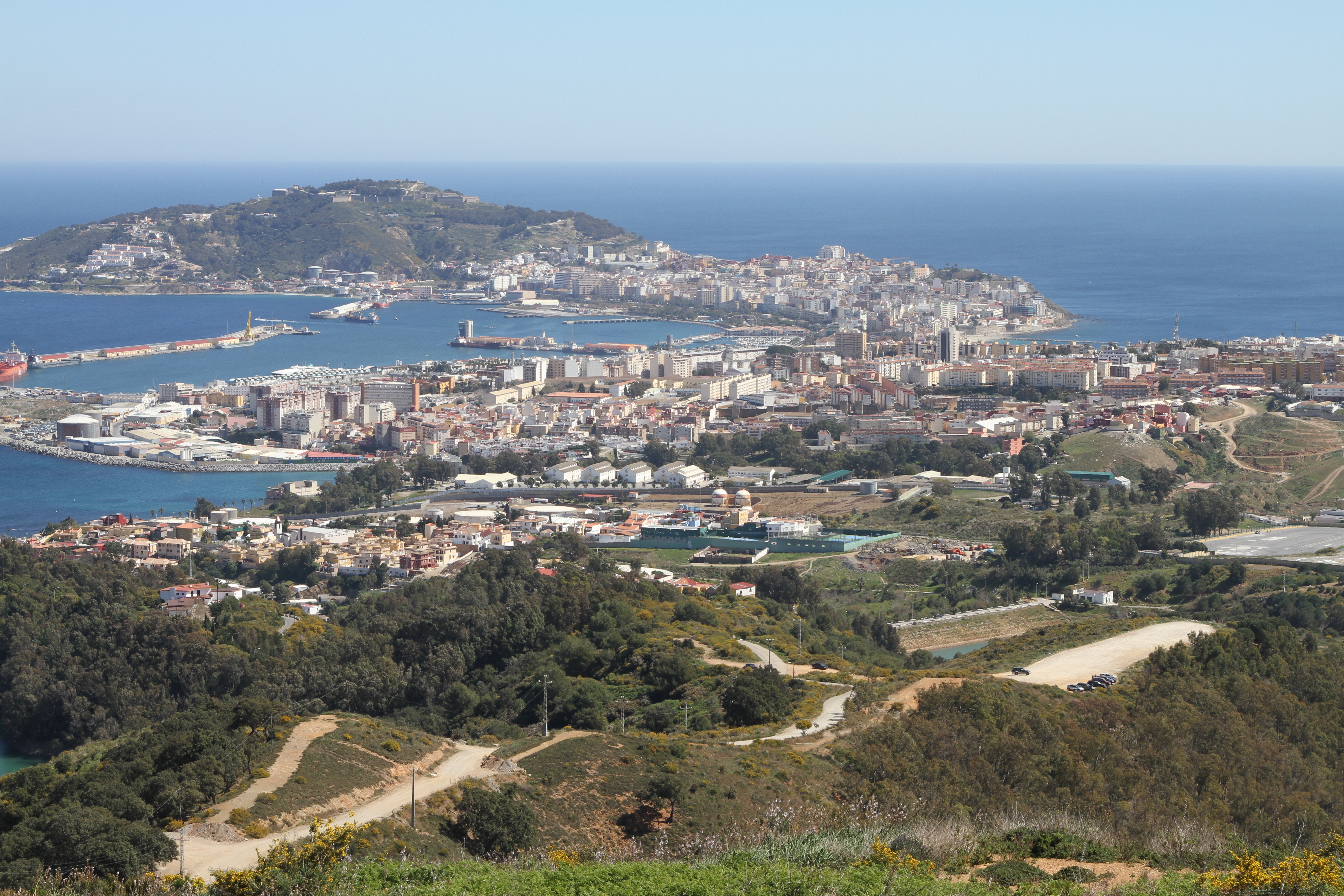
Ceuta, vue depuis le belvédère d'Isabelle II.

La population, d'origine espagnole et marocaine, comporte près de 45 % de musulmans.
Le castillan, langue officielle de l’État espagnol, est la seule langue officielle de Ceuta (la Cité Autonome de Ceuta ne reconnaît aucune langue co-officielle). Cependant, la population espagnole d'origine européenne et ayant le castillan pour langue maternelle ne compte que pour 55 % de la population totale. La population d'origine marocaine, qui compte environ 45 % de la population, a pour langue maternelle l'arabe ceutien, appelé dariya par le gouvernement espagnol.
Les habitants d'origine européenne sont pour la plupart unilingues, tandis que les musulmans sont la plupart du temps bilingues. Les autres groupes ethno-linguistiques sont peu représentés : les Juifs parlant le judéo-espagnol (plus particulièrement la jaquitía), la langue des Berbères, la langue sindhi parlée par les Roms, le portugais et le français.

## Économie
Le secteur tertiaire joue un rôle important dans l’économie de Ceuta. L’agriculture et l’élevage étant rares, la pêche est la seule activité importante dans le secteur primaire. Le relief accidenté et la pénurie d’eau, d’énergie et de matières premières ont empêché le développement de la ville. De même, tant le secteur secondaire comme celui de la construction sont très restreints en raison du prix du foncier de plus en plus cher, bien que ce dernier secteur ait connu un développement remarquable au cours des dernières années. Ceuta, comme Melilla, a un statut de port franc. Elle bénéficie également d’un certain nombre d’avantages fiscaux, tels que des allégements fiscaux.

### Contrebande
Chaque jour, entre 12 000 et 15 000 personnes — majoritairement des femmes marocaines —  transportaient des paquets de dizaines de kilos contenant des marchandises de contrebande, qu'elles faisaient passer entre Ceuta et le Maroc. Elles essayaient de traverser la frontière autant de fois que possible dans une même matinée pour gagner en fin de journée l’équivalent de quelques dizaines d’euros. Le métier est considéré comme des plus pénibles. En 2018, deux d’entre elles sont mortes en traversant la frontière et 84 ont été blessées d’après le rapport parlementaire marocain, un chiffre qui sous-estime la réalité selon des ONG espagnoles.
Ceuta exportaient chaque année pour sept cents millions d’euros de marchandises au Maroc.
Le mercredi 9 octobre 2019 les autorités douanières marocaines de Bab Sebta ont officiellement annoncé leur décision de la fermeture du passage frontalier Tarajal II servant jusque-là au transport des marchandises.
La fermeture des postes frontières de Bab Sebta ainsi que celui de Bab Mélilia a contribué à une augmentation des recettes douanières de 4 MMDH (milliards de dirhams) », ce qui a causé de grosses pertes économiques du côté espagnol.
À la suite d'une rencontre entre les deux ministres des affaires étrangères marocain et espagnol, Nasser Bourita et José Manuel Albares, le mercredi 21 septembre 2022 à New York, en marge de l’assemblée générale annuelle de l’ONU, les deux ministres ont annoncé œuvrer pour la réouverture des douanes courant janvier 2023.

## Édifices

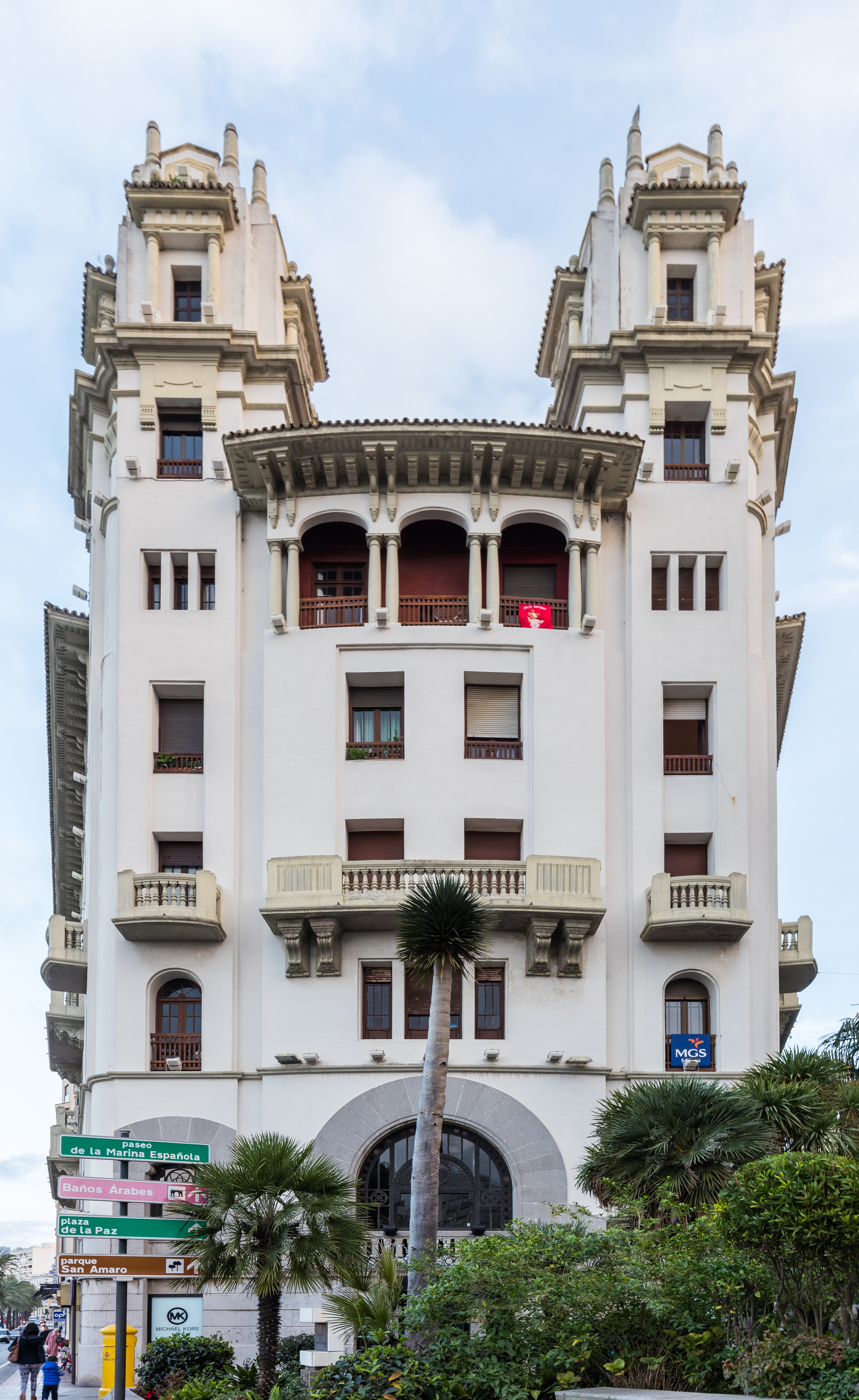
Édifice Trujillo.

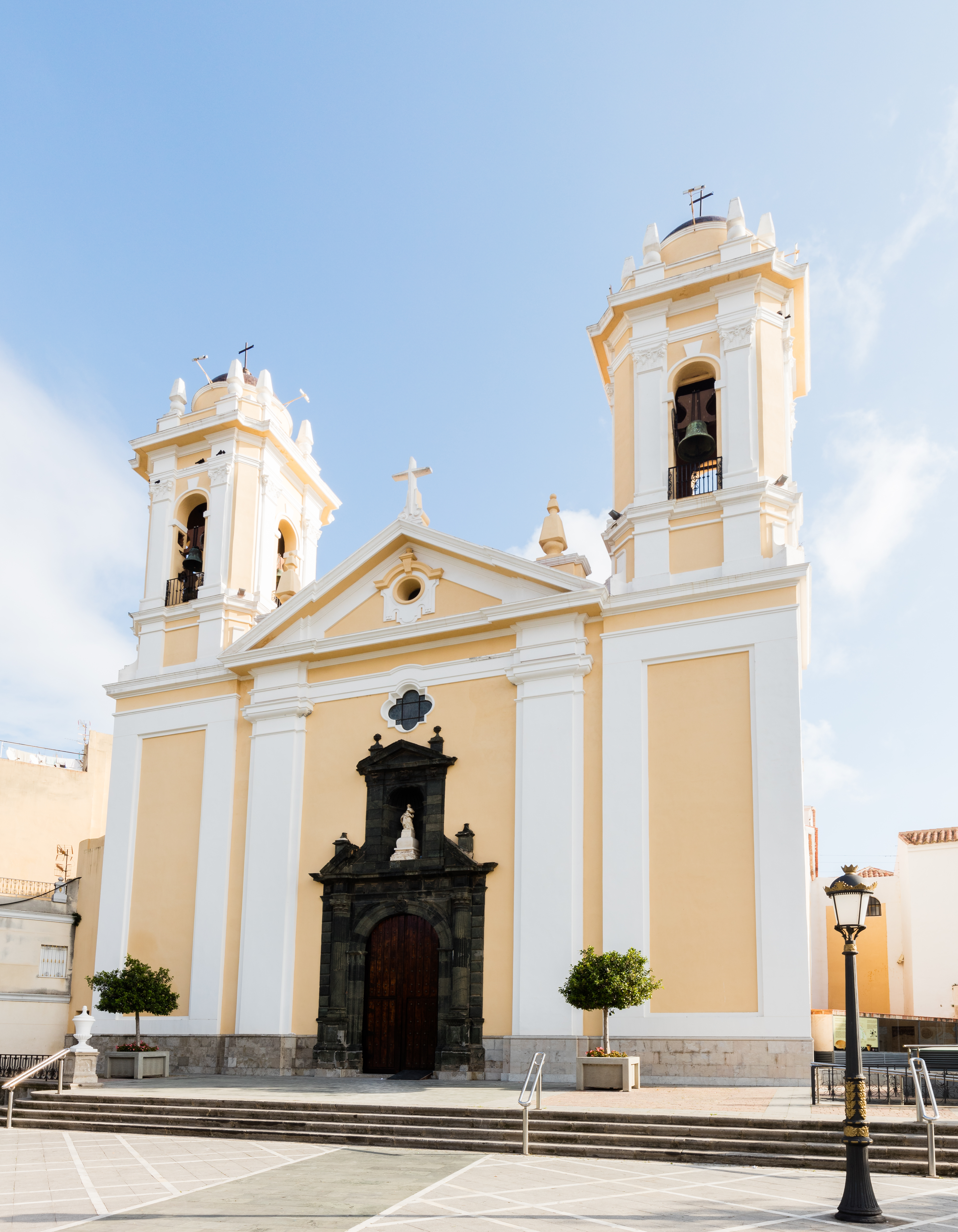
Cathédrale Sainte-Marie de l’Assomption.

- Cathédrale Sainte-Marie de l'Assomption ;
- Église Saint-François d'Assise ;
- Église Sainte-Marie d'Afrique ;
- Église Sainte-Marie du Recours ;
- Église Sainte-Thérèse de Jésus.

Ces églises catholiques dépendent du diocèse de Cadix et Ceuta qui, lui-même, relève de la province ecclésiastique de Séville.

### Arènes
Les arènes de Ceuta furent construites en 1918, à Las Damas.

## Revendications marocaines
Depuis son indépendance en 1956, le Maroc revendique cette enclave, tout comme Melilla et les autres Plazas de soberanía, ceci bien que dans le traité de cessation du protectorat il ne fût fait mention des deux enclaves (existantes avant ledit protectorat espagnol) ou comme n'étant pas « continental » car insulaires pour les « présides ». Pour le Maroc, il s'agit d'un vestige du colonialisme et les médias marocains évoquent Ceuta comme « le préside occupé de Sebta ». L'Espagne considère pour sa part Ceuta comme faisant partie intégrante de son territoire, depuis 1995 en tant que ville autonome ou « autonomie » comme les autres régions espagnoles, et comme partie intégrante du royaume d'Espagne depuis 1580 et 1415 par « rétroactivité hispano-portugaise » comme indiqué dans l'historique ci-dessus.

### Soutien et statut international

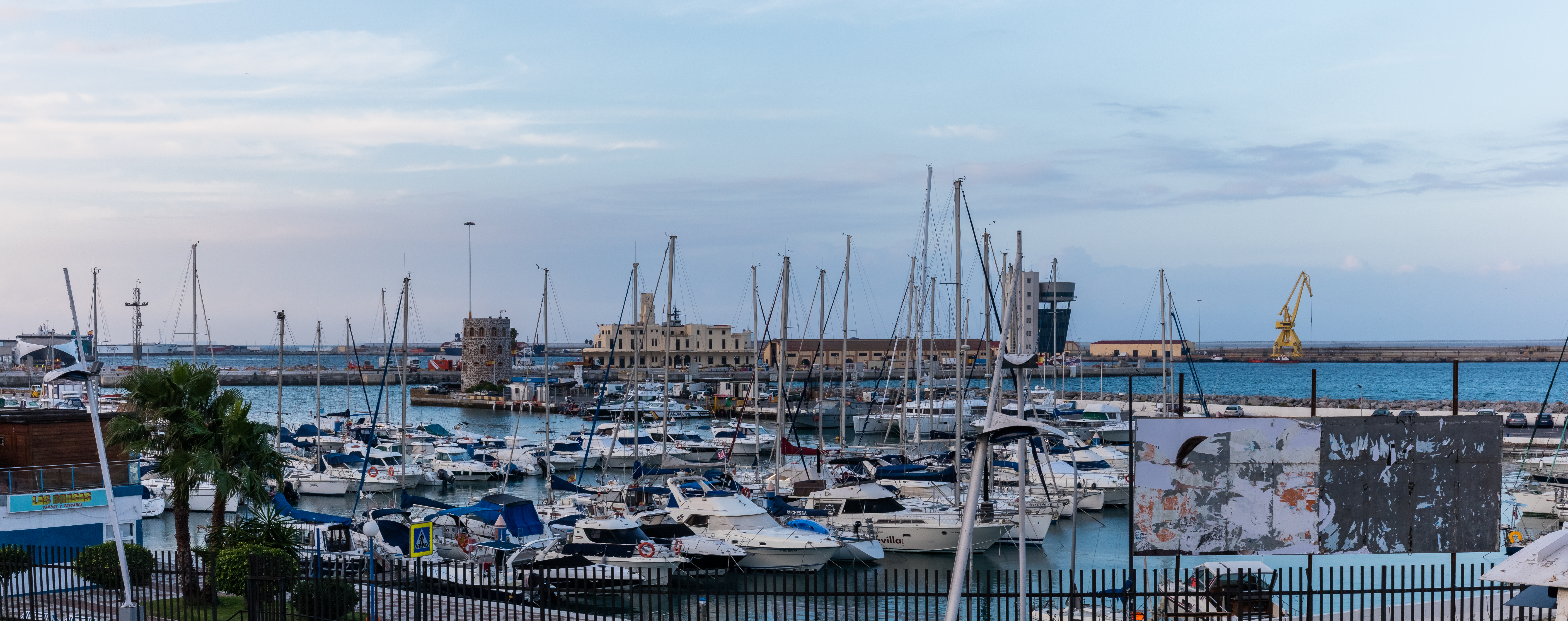
Port de Ceuta.

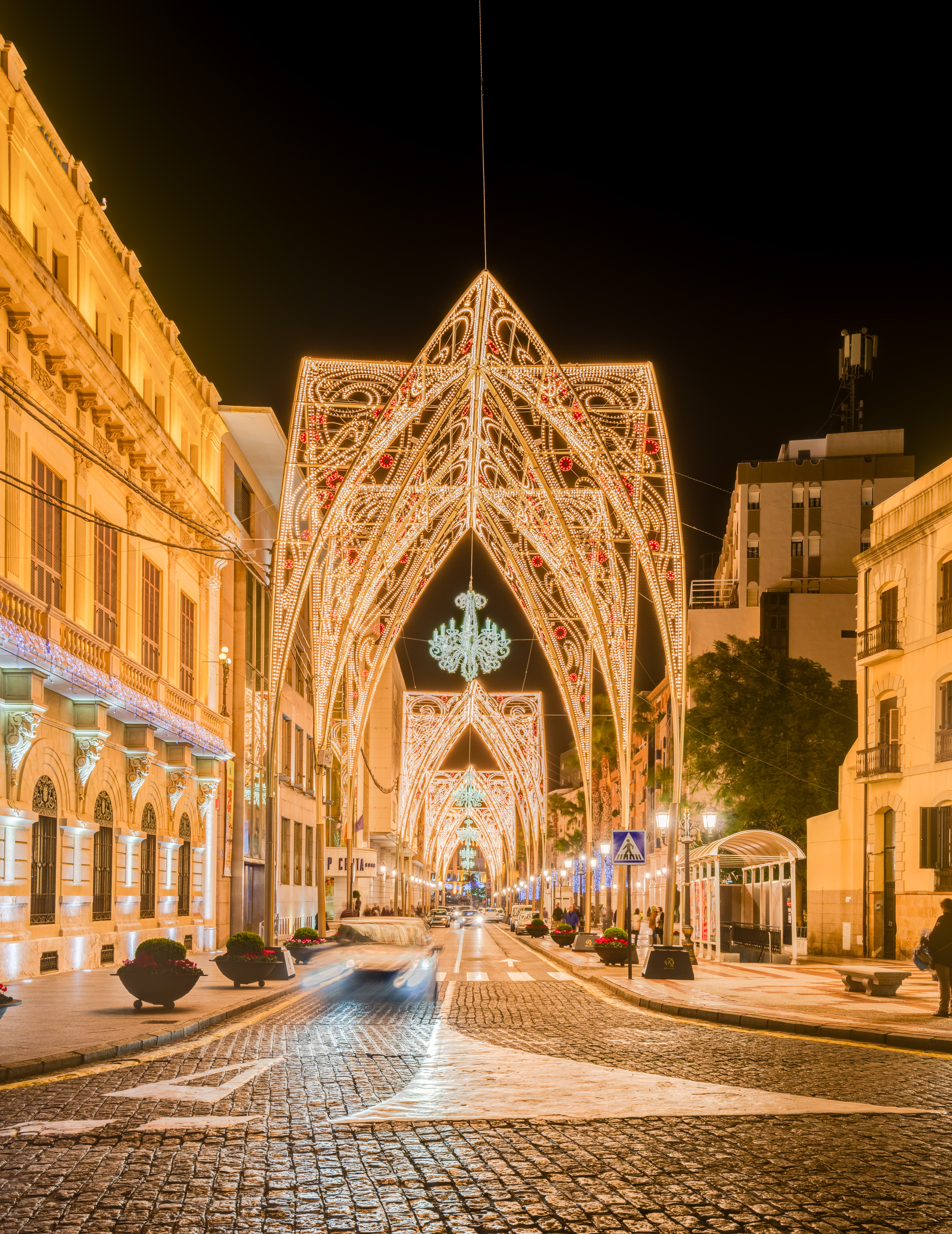
Avenue Alcalde Sánchez Prados.

La souveraineté espagnole sur Ceuta et Melilla n'est reconnue ni par la plupart des pays d'Afrique, ni par l'Union africaine, ni par l'Organisation de la coopération islamique, ni par la Ligue arabe, ni par l'Union du Maghreb arabe. Les pays membres de ces quatre organisations considèrent que l'Espagne doit décoloniser ces territoires et les restituer au Maroc. Ces territoires revendiqués, espagnols ou portugais depuis près de six cents ans, ne font cependant pas partie de la liste des territoires non-autonomes en attente de décolonisation de l'ONU. L'Union européenne aide à financer la politique de lutte contre l'immigration clandestine dans cette région, et considère comme dépendance européenne les dépendances des États de l'Union (départements et territoires d'outre mer français, dépendances et îles éparses néerlandaises, françaises, danoises, et ici même espagnoles).

## Crise migratoire
Étant les seuls points de passage terrestre direct avec le continent européen, Ceuta et Melilla sont sujettes à un afflux migratoire en provenance du Maghreb et de l'Afrique subsaharienne. Chaque année, des centaines de migrants tentent de traverser la frontière pour se rendre en Espagne.
En mai 2021, une entrée massive de migrants à Ceuta provoque une augmentation de la tension entre l’Espagne et le Maroc.
Dans la nuit du 16 au 17 mai 2021, des milliers de migrants ont traversé à la nage ou à pied la frontière entre le Maroc et l'Espagne. Plus de huit mille, dont beaucoup d'hommes jeunes, des femmes et des mineurs. Cette crise migratoire, sans précédent pour l'Espagne, aurait été orchestrée par le Maroc, alors que les relations entre les deux pays se sont envenimées depuis l'accueil, fin avril 2021, en Espagne du chef des indépendantistes sahraouis du Front Polisario, Brahim Ghali, pour y être soigné du Covid-19. Ennemi du Maroc, il est notamment accusé par Fadel Breika, un opposant politique sahraoui, de « détention illégale », « tortures » et « lèse-humanité ».

## Jumelages
- Aci Catena (Italie)
- Buenos Aires (Argentine)
- Cadix (Espagne)
- Melilla (Espagne)
- Vernon (Eure) (France)

## Personnalités liées à la ville
- Soledad Ruiz Seguín, syndicaliste et femme politique née à Ceuta en 1962,
- Mounir Erramach, ancien baron de la drogue né à Ceuta, né en 1973 ou 1974,
- Anuar Tuhami, footballeur international marocain ne à Ceuta en 1995.